# Les Femmes du lac des âmes parfumées
Pour plus de détails, voir Fiche technique et Distribution.
Les Femmes du lac aux âmes parfumées (titre original : chinois : 香魂女 ; pinyin : xiānghún nǚ) est un film chinois réalisé par Xie Fei, sorti en 1993.

## Fiche technique
- Titre : Les Femmes du lac aux âmes parfumées
- Titre original : chinois : 香魂女 ; pinyin : xiānghún nǚ
- Réalisation : Xie Fei
- Scénario : Xie Fei et Daxin Zhou
- Musique : Wang Liping
- Photographie : Xiaoran Bao
- Pays d'origine :  Chine
- Format : Couleurs - Mono
- Genre : Drame
- Durée : 105 minutes
- Date de sortie : 1993

## Distribution
- Gaowa Siqin : Xiang Er Sao
- Yujuan Wu : Huanhuan
- Baoguo Chen : Ren Zhongshi
- Kesheng Lei : Que Er Shu

## Récompenses et distinctions
- Ours d'or au festival de Berlin.